# Эйе Де Мюр, Марк Атанас Парфе

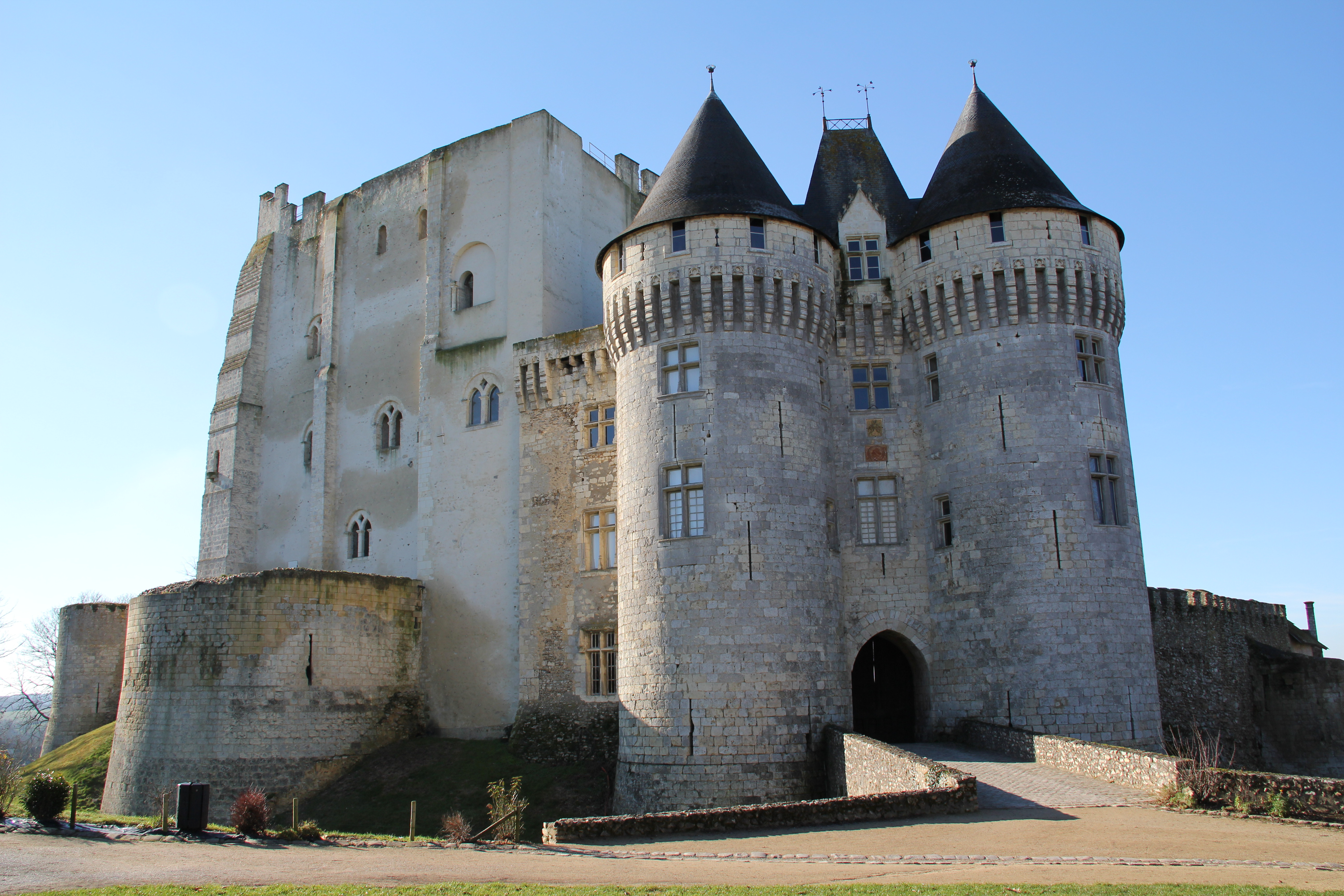
Замок Château Saint-Jean

Марк Атанас Парфе Эйе Де Мюр (фр. Marc Athanase Parfait Œillet Des Murs; 1804—1894) — французский орнитолог, зоолог и мэр города Ножан-ле-Ротру.

## Биография
После окончания учёбы по юриспруденции он поступил в 1833 году во французскую магистратуру при Государственном совете Франции. Здесь он заменил сначала Лаваля, который оставил службу в 1838 году. С 1841 по 1846 годы он служил адвокатом в ревизионном суде и помогал в его восстановлении под руководством короля Луи-Филиппа I . В 1843 году Де Мюр купил у графа Леклерка де Бюсси замок Château Saint-Jean в Ножан-ле-Ротру, чтобы отреставрировать его. Во время столетней войны в стенах из-за нападения англичан образовался прорыв. Де Мюр попытался скрыть этот прорыв стеной и несколькими окнами. Строительный проект опустошил финансы Де Мюра и он был вынужден в 1885 году продать замок. Он перебрался в Rue Saint-Laurant, где и закончил жизнь.
После своего переезда в Ножан-ле-Ротру он был сначала депутатом городского представительства, а затем по королевскому указанию исполняющим обязанности мэра города. С 9 августа 1860 по 9 сентября 1868 года согласно императорскому декрету Наполеона III он занимал должность мэра города. С 1873 по 1880 годы он был генеральным советником кантона Ножан-ле-Ротру.
Де Мюр состоял в браке с Каролиной Эфрази Ноло, которая скончалась в 1899 году. У них было 2 ребёнка. Сын Альберт Анри Эдми Де Мюр работал мировым судьёй в Париже и был членом Энтомологического общества Франции. Дочь звали Женевьева.
Самым важным орнитологическим произведением Де Мюра является «Iconographie ornithologique», опубликованное в 1849 году. Оно явилось продолжением работ Жорж-Луи Леклерка де Бюффона (1707—1788) «Planches enluminées» и Конрад Якоба Темминка (1778—1858) и Гийом Мишель Жером Меффрен де Ложье (1772—1843) «Recueil de Planches coloriées d'Oiseaux». Литографии были вручную раскрашены Альфонсом Прево (1830—1850) и Поль-Луи Одаром (1796—1850). Успеху книги способствовали, кроме того, Франсуа Виктор Массена, второй герцог Риволи и третий князь Эслинга (1799-1863), Фредерик де Лафрене (1783—1861), Рене Примевэр Лессон (1794—1849), Жюль де Ламотт и Луи Антуан Франсуа Беллон (1778—1851).
Важнейшим трудом по оологии можно считать «Traité général d’oologie ornithologique au point de vue de la classification» 1860 года. В декабре 1848 года Томас Беллерби Уилсон (1807—1865) купил всю коллекцию яиц Де Мюра, которую он завещал вместе со многими другими купленными коллекциями музею Академии естественных наук в Филадельфии. Коллекция состояла из яиц 1281 разного вида, 3449 различных типовых экземпляров и 10 птичьих гнёзд, из которых только 1041 вид мог быть идентифицирован.
Де Мюр впервые научно описал многие семейства, роды, виды и подвиды птиц.

## Эпонимы
Шестипёрая иглохвостка  (Sylviorthorhynchus desmursii).